# Caesar (Schiff, 1793)
Die Caesar, auch HMS Caesar, war ein 80-Kanonen-Linienschiff (Zweidecker) 3. Ranges der britischen Marine und die zweite Einheit dieses Namens. Das 1793 vom Stapel gelaufene Schiff war in mehrere Gefechte verwickelt und blieb bis 1814 im aktiven Einsatz. 1821 ging die zuletzt als Depotschiff genutzte Caesar zum Abbruch.

## Geschichte
Die Caesar wurde bereits im November 1783 in Auftrag gegeben, nachdem im selben Jahr der Bau einer gleichnamigen, etwas kleineren Einheit (74 Kanonen) abgebrochen wurde. Die Kiellegung erfolgte am 24. Januar 1786 in der Plymouth Dockyard, doch der Bau verzögerte sich. Erst am 16. November 1793 lief die zweite Caesar vom Stapel. Sie war zusammen mit der 1798 vom Stapel gelaufenen HMS Foudroyant eines von nur zwei britischen 80-Kanonen-Linienschiffen ihrer Zeit sowie das erste Schiff dieser Art seit 1690.
Die Caesar beteiligte sich am Zweiten Seegefecht vor Algeciras im Juli 1801, wobei ihr Kommandant William Grave ums Lebens kam. Während der Schlacht von Kap Ortegal am 4. November 1805 kämpfte das Schiff gegen noch übrig gebliebene, gegnerische Einheiten der Schlacht von Trafalgar. Hierbei erlitt die Caesar Beschädigungen, konnte aber trotzdem die vom Gegner gekaperte Formidable (80 Kanonen) ins Schlepptau nehmen. Im Februar 1809 war das Schiff Teil der Schlacht vor Les Sables-d’Olonne.
1814 wurde die Caesar nach 21 Dienstjahren ausgemustert und fortan als Depotschiff in Plymouth genutzt. Nach sieben Jahren Nutzung zu diesem Zweck ging das Schiff 1821 zum Abbruch. Eine von der Mannschaft der Caesar errichtete Gedenkplakette auf dem Trafalgar-Friedhof in Gibraltar erinnert an William Grave, den ersten Kommandanten des Schiffes.

## Technische Beschreibung
Die Caesar war als Batterieschiff mit zwei durchgehenden Geschützdecks konzipiert und hatte eine Länge von 55,17 Metern (Geschützdeck), eine Breite von 15,37 Metern und einen Tiefgang von maximal 6,7 Metern. Sie war ein Rahsegler mit drei Masten (Fockmast, Großmast und Kreuzmast), lediglich am Kreuzmast befand sich auf der untersten Position (Unterbesansegel) ein Gaffelsegel. Der Rumpf schloss im Heckbereich mit einem Heckspiegel, in den Galerien integriert waren, die in die seitlich angebrachten Seitengalerien mündeten.
Die Bewaffnung bestand bei Indienststellung aus 80 Kanonen.
|      | Unteres Batteriedeck | Oberes Batteriedeck | Backdeck      | Achterdeck     | Kanonen (Geschossgewicht) |
| ---- | -------------------- | ------------------- | ------------- | -------------- | ------------------------- |
| 1794 | 30 × 32-Pfünder      | 32 × 24-Pfünder     | 4 × 9-Pfünder | 14 × 9-Pfünder | 80 Kanonen (428,5 kg)     |

## Besatzung
Die Besatzung hatte eine Stärke von 650 Mann (Offizieren und Unteroffizieren bzw. Mannschaften).